# Lars Edström
Lars Edström (Glommersträsk, 1966. július 16. –) svéd profi jégkorongozó, olimpikon.

## Pályafutása
Komolyabb karrierjét a svéd másodosztályban kezdte 1982-ben a Piteå HC-ban. Itt 1987-ig játszott és közben részt vett az 1984-es junior Európa-bajnokságon. 1987-ben felkerült az elsőosztályba a Luleå HF-be. 1994-ig játszott ebben a csapatban, de 1988–1989-ben visszaküldték kilenc mérkőzésre a Piteå HC-be. Részt vett az 1991-es Kanada-kupán és az 1992-es téli olimpián. Az 1992-es NHL-drafton a Minnesota North Stars választotta ki a kilencedik kör 202. helyén. Az NHL-ben sosem játszott. 1994–1997-között a Västra Frölunda HC Indiansban játszott. 1997–2001 között ismét a Luleå HF-ben szerepelt. 2001-ben vonult vissza.

## Díjai
- Svéd bajnoki ezüstérem: 1993, 1996